# カルロ・カッラ
カルロ・カッラ（Carlo Carrà, 1881年2月11日 - 1966年4月13日）は、イタリア未来派および形而上絵画の画家。 イタリアのクアルニェント生まれ。
カルラ表記も存在する(学研現代新百科事典2 1965年刊など)。

## 来歴・人物
1904年、ミラノのブレラ美術アカデミー(Accademia di Brera)に入学し、チェーザレ・タッローネに学んだ。
1910年、ウンベルト・ボッチョーニ、ジャコモ・バッラ、ルイジ・ルッソロ、ジーノ・セヴェリーニとともに「未来派絵画技術宣言」に署名。その後、未来派を離れ、プリミティブ絵画を描く。
1916年、ジョルジョ・デ・キリコと接して、形而上絵画を描くようになる。のち、形而上絵画というアイデアを巡って、デ・キリコと対立することとなる。
1919年、「造形的価値」のグループに参加。
1920年代には、ルネサンス絵画のジョットに学び古典的な具象に回帰した。
なお、カッラのレゾネ（全3巻）を見ると、第1巻の終わりから第2巻・第3巻にかけてはすべて古典的な作品であり、古典的な作品が大半であることがわかる。